# Losing My Religion
«Losing My Religion» (с англ. — «Теряю веру») — песня американской рок-группы R.E.M., выпущенная в качестве основного сингла их альбома «Out of Time» в 1991 году. Первоначальный успех песни был маловероятным из-за низких ротаций на радио, а также критики клипа на канале MTV. Несмотря на это, песня стала главным хитом группы R.E.M. в США, заняв четвёртую позицию в Billboard Hot 100. Сингл держался в чартах 21 неделю и принёс коллективу мировую популярность. Песня была номинирована на несколько премий «Грэмми» и получила две — за лучшее вокальное поп-исполнение дуэтом или группой и лучшее музыкальное видео.
Фраза «losing my religion» (дословно — «теряю веру») — это сленговое выражение в южных штатах США, которое означает «я теряю терпение».
По заверению Майкла Стайпа, «Losing My Religion» — это классическая песня о неразделённой любви.

## История создания
Авторами песни являются участники группы Билл Берри, Питер Бак, Майкл Стайп и Майк Миллз. Песня основана на риффе, который гитарист группы Питер Бак написал, когда учился играть на мандолине. Он только купил инструмент, сидел, смотрел телевизор и пытался что-нибудь сыграть, записывая свои потуги. На следующий день он переслушал запись и посреди ученических проигрышей обнаружил мелодию для будущей песни. Партия бас-гитары была позаимствована у группы Fleetwood Mac. Бас-гитарист R. E. M. Майк Миллз признавался, что не смог подобрать для песни партию, которая не была бы вторичной. Запись песни началась в сентябре 1990 года в Bearsville Studio A в Вудстоке, штат Нью-Йорк. Вокал певца Майкла Стайпа был записан за один дубль. Оркестровые струнные, аранжированные Марком Бингемом, были добавлены в песню членами симфонического оркестра Атланты в студии Soundscape в Атланте, штат Джорджия, в октябре 1990 года.

## Клип
Музыкальное видео на песню было снято режиссёром Тарсемом Сингхом. В отличие от предыдущих видео R.E.M., Майкл Стайп согласился синхронизировать текст песни по губам. Видео возникло как комбинация идей, предложенных Стайпом и Сингхом. Стайп хотел, чтобы клип был простым, похожим на «Nothing Compares 2 U». Сингх хотел создать видео в индийском стиле, где все было бы «мелодраматичным и очень сказочным», по словам Стайпа. Сингх сказал, что видео снято по образцу рассказа Габриэля Гарсиа Маркеса «Очень старый человек с огромными крыльями», в котором ангел врезается в город, и жители деревни по-разному реагируют на него.

## Список композиций
- Все песни написаны Биллом Берри, Питером Баком, Майклом Стайпом и Майком Миллзом, кроме отмеченных.

7"
1. «Losing My Religion» — 4:29
2. «Rotary Eleven» — 2:32

12" и компакт-диск
1. «Losing My Religion» — 4:29
2. «Rotary Eleven» — 2:32
3. «After Hours» (Лу Рид) (live)[a] — 2:08

UK «Collector’s Edition» CD 1
1. «Losing My Religion» — 4:29
2. «Stand» (live)[a] — 3:21
3. «Turn You Inside-Out» (live)[a] — 4:23
4. «World Leader Pretend» (live)[a] — 4:24

UK «Collector’s Edition» CD 2
1. «Losing My Religion» — 4:29
2. «Fretless» — 4:51
3. «Losing My Religion» (Live Acoustic Version/Rockline) — 4:38
4. «Rotary Eleven» — 2:32

## Участники
R.E.M.
- Билл Берри — ударные, перкуссия
- Питер Бак — электрогитара, мандолина
- Майк Миллз — бас-гитара
- Майкл Стайп — вокал

Приглашённые музыканты
- Питер Холсэпл — акустическая гитара

## Чарты и сертификации
| Чарт(1991—1992)                     | Высшая позиция |
| ----------------------------------- | -------------- |
| Австралия (ARIA)                    | 11             |
| Австрия (Ö3 Austria Top 40)         | 6              |
| Бельгия/Фландрия (Ultratop 50)      | 1              |
| Канада (RPM Top Singles)            | 6              |
| Канада (RPM Adult Contemporary)     | 17             |
| Denmark (IFPI)                      | 9              |
| Europe (European Hot 100 Singles)   | 14             |
| Франция (SNEP)                      | 3              |
| Ирландия (IRMA)                     | 5              |
| Italy (Musica e dischi)             | 8              |
| Нидерланды (Dutch Top 40)           | 1              |
| Нидерланды (Single Top 100)         | 1              |
| Новая Зеландия (Recorded Music NZ)  | 16             |
| Норвегия (VG-lista)                 | 4              |
| Швеция (Sverigetopplistan)          | 3              |
| Швейцария (Schweizer Hitparade)     | 11             |
| Великобритания (OCC UK Singles)     | 19             |
| США (Billboard Hot 100)             | 4              |
| США (Billboard Adult Contemporary)  | 28             |
| США (Billboard Alternative Airplay) | 1              |
| США (Billboard Mainstream Rock)     | 1              |

| Чарт(2008)    | Высшая позиция |
| ------------- | -------------- |
| Италия (FIMI) | 14             |

| Чарт(2013)          | Высшая позиция |
| ------------------- | -------------- |
| Slovenia (SloTop50) | 14             |

| Чарт(2015)                      | Высшая позиция |
| ------------------------------- | -------------- |
| Польша (Polish Airplay Top 100) | 88             |

| Чарт(2017)          | Высшая позиция |
| ------------------- | -------------- |
| Slovenia (SloTop50) | 46             |

| Чарт(1991)                        | Позиция |
| --------------------------------- | ------- |
| Australia (ARIA)                  | 54      |
| Austria (Ö3 Austria Top 40)       | 24      |
| Belgium (Ultratop)                | 12      |
| Canada Top Singles (RPM)          | 28      |
| Europe (European Hot 100 Singles) | 22      |
| Netherlands (Dutch Top 40)        | 7       |
| Netherlands (Single Top 100)      | 4       |
| US Billboard Hot 100              | 33      |

| Регион | Сертификация | Продажи   |
| --- | ------------ | --------- |
| Дания (IFPI Danmark) | Платиновый   | 90 000    |
| Италия (FIMI) | Платиновый   | 30 000    |
| Великобритания (BPI) | Платиновый   | 600 000   |
| США (RIAA) · Physical single | Золотой      | 500 000^  |
| США (RIAA) · Digital single | Платиновый   | 1 000 000 |
| ^ Данные о тиражах приведены только на основе сертификации. · Данные о продажах + прослушиваниях приведены только на основе сертификации. |              |           |

## Влияние
Рэпер Джей-Зи использовал цитату из песни «Losing My Religion» в композиции «Heaven», вошедшую в альбом Magna Carta… Holy Grail, выпущенный в 2013 году. Майкл Стайп, считающий рэпера «суперумным и суперталантливым», выразил удовлетворение по этому поводу.
В 2014 году песня заняла 101-ю строчку в списке 500 величайших песен всех времён по версии журнала New Musical Express.

### Комментарии
1. 1 2 3 4  Взято из концертного видео Tourfilm.